# Aleksiej Kolcow
Aleksiej Wasiljewicz Kolcow (ros. Алексе́й Васи́льевич Кольцо́в; ur. 3 października?/15 października 1809 w Woroneżu, zm. 29 października?/10 listopada 1842 tamże) – rosyjski poeta i kupiec. Zwany też Rosyjskim Burnsem.
Poeta romantyczny. Kolekcjoner rosyjskiego folkloru, który miał silny wpływ na jego poezję. Jego wiersze często dotyczą prostego ludu, ich życia i pracy. Wiele z nich jest pisanych w sposób jakby pochodziły z ust wiejskich kobiet i stylizowane są na mowę wiejską. W wyidealizowany sposób opisują ciężką pracę na roli.